# Bellerive (Misuri)
Bellerive es una villa ubicada en el condado de San Luis en el estado estadounidense de Misuri. En el Censo de 2010 tenía una población de 188 habitantes y una densidad poblacional de 219,3 personas por km².

## Geografía
Bellerive se encuentra ubicada en las coordenadas 38°42′44″N 90°18′44″O / 38.71222, -90.31222. Según la Oficina del Censo de los Estados Unidos, Bellerive tiene una superficie total de 0.86 km², de la cual 0.86 km² corresponden a tierra firme y (0%) 0 km² es agua.

## Demografía
Según el censo de 2010, había 188 personas residiendo en Bellerive. La densidad de población era de 219,3 hab./km². De los 188 habitantes, Bellerive estaba compuesto por el 54.79% blancos, el 43.09% eran afroamericanos, el 0% eran amerindios, el 0% eran asiáticos, el 0% eran isleños del Pacífico, el 0% eran de otras razas y el 2.13% pertenecían a dos o más razas. Del total de la población el 0% eran hispanos o latinos de cualquier raza.